# Land- und Stadtgericht Brilon
Das Land- und Stadtgericht Brilon war von 1839 bis 1849 ein preußisches Land- und Stadtgericht mit Sitz in Brilon.

## Geschichte
Das Land- und Stadtgericht Brilon entstand zum 1. Januar 1839 aus dem aufgelösten Justizamt Brilon. Sein Sprengel war mit dem des aufgelösten Justizamtes identisch. Im Sprengel lebten anfangs 13.870 Gerichtseingesessene. Am Gericht war ein Direktor, zwei Assessoren und sieben nicht-richterliche Mitarbeiter beschäftigt.
Nach der Märzrevolution wurden in Preußen die Patrimonialgerichte abgeschafft und einheitlich Kreisgerichte geschaffen. Das Land- und Stadtgericht Brilon wurde aufgelöst und stattdessen das Kreisgericht Brilon im Bezirk des Appellationsgerichts Arnsberg geschaffen.